# Nomark

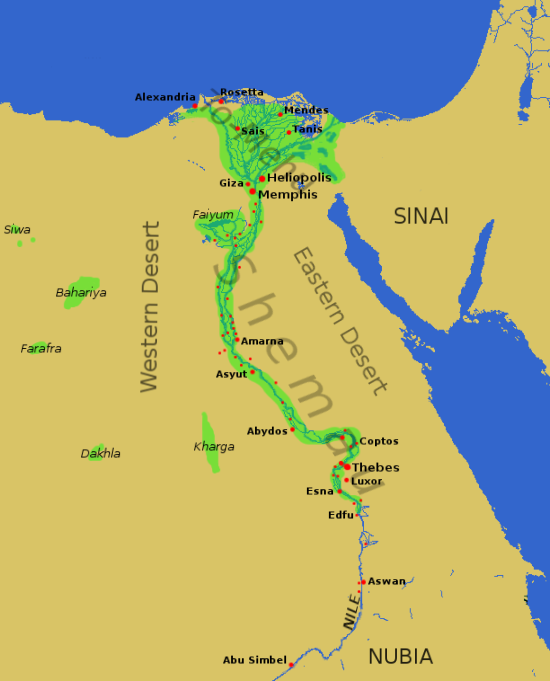
Översiktskarta över nomoi i forntida Egypten

En nomark (från grekiska νόμος  nomos, "län", egentligen "betesmark") var den högste ämbetsmannen i länen i forntida Egypten.

## Ämbetet
Varje län styrdes av en nomark som utnämndes officiellt av faraon och lydde direkt under denne.
Nomarken hade ansvaret för att driva in skatter, övervaka det lokala rättsväsendet och domstolarna samt utveckla sitt län genom större projekt. Varje nomark hade även en egen armé där en del fick ställas till faraons förfogande.
Under Gamla riket och i början på Mellersta riket ärvdes befattningen inom familjen.
Hieroglyfsymbolen var:
| =D2 | N1 | D1 | O29 · D36 | G1 | A1 | N24 · X1 · Z1 |

(Heri-tep aa sepat, den store ledaren för nome)

## Historia
Genom åren ökade därmed nomarkens regionala makt och vid slutet av Gamla riket var dessa i princip egna härskare över sina nomoi och den centraliserade makten försvagades. Ett tecken på den ökande makten var att nomarkerna flyttade sina begravningsplatser från Memfis till sina egna nomoi.
I början på Mellersta riket skiftades makten sakteligen åter mot faraon och under Egyptens tolfte dynasti under Senusret III återgick man helt till att utnämna en person till ämbetet.
Under Nya riket lydde nomarken åter helt under faraon och dennes förvaltning.